# 渌水道站
渌水道站位于天津市河西区太湖路街道与津南区双港镇交界处渌水道与微山路交口，是天津地铁6号线与天津地铁8号线的地下换乘车站和终点站。

## 车站结构

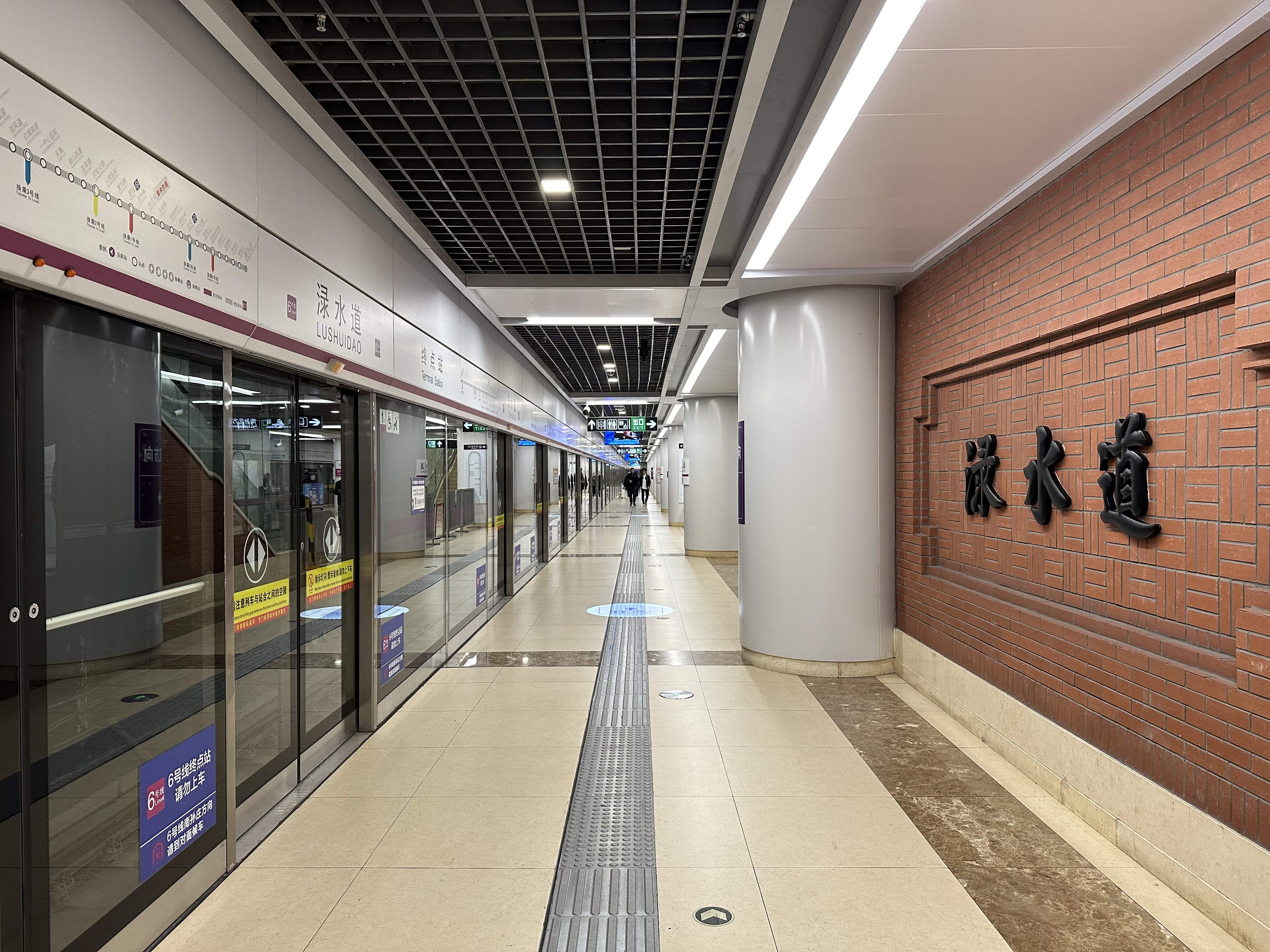
6号线站台

渌水道站为地下三层车站，有两个岛式站台，两线为“T”型换乘，设6处出入口。目前，6号线列车通过梅林路站站后的折返线进行近似站前折返并启用双线双程行车，本站6号线部分北侧轨道与南侧轨道交替使用。
|                   |  | █ 8号线落客               |
| 島式 · 開左邊车门 |  |                           |
|                   |  | █ 8号线往咸水沽西（双港） |

|      |  | █ 6号线往南孙庄（梅林路） |
| 島式 |  |                           |
|      |  | █ 6号线往南孙庄（梅林路） |

## 车站出口
渌水道站目前开放5个出口，各出口及周围设施如下所示：
|                                      |      |        |                |
|                                      |      |        |                |
| 出口编号                             | 照片 | 地点   | 可到达目的地   |
| 8号线站厅                            |      |        |                |
| 出口 · B · 升降机标志 · 扶手电梯标志 |      | 微山路 | 泓沪园、泓青园 |
| 出口 · C · 扶手电梯标志              |      | 微山路 | 泓春园         |
| 6号线站厅                            |      |        |                |
| 出口 · D · 扶手电梯标志              |      | 微山路 | 惠众家园       |
| 出口 · E · 扶手电梯标志              |      | 渌水道 |                |
| 出口 · F · 扶手电梯标志              |      | 渌水道 |                |
| 註： 設有 \| 設有扶手電梯            |      |        |                |

## 换乘交通
| 编号 | 编号 | 线路           | 线路 | 线路               | 收费 | 运营商     | 备注 |
| ---- | ---- | -------------- | ---- | ------------------ | ---- | ---------- | ---- |
|      | 304  | 华山里地铁站   | ⇆    | 双港新家园东公交站 | 2元  | 公交二公司 |      |
|      | 753  | 天职师大公交站 | ⇆    | 东第万科广场公交站 | 2元  | 公交二公司 |      |

| 编号 | 编号 | 线路           | 线路 | 线路               | 收费 | 运营商     | 备注 |
| ---- | ---- | -------------- | ---- | ------------------ | ---- | ---------- | ---- |
|      | 336  | 渌水道公交站   | ⇆    | 财经大学地铁站     | 2元  | 公交二公司 |      |
|      | 753  | 天职师大公交站 | ⇆    | 东第万科广场公交站 | 2元  | 公交二公司 |      |

| 编号 | 编号 | 线路           | 线路 | 线路               | 收费 | 运营商     | 备注 |
| ---- | ---- | -------------- | ---- | ------------------ | ---- | ---------- | ---- |
|      | 304  | 华山里地铁站   | ⇆    | 双港新家园东公交站 | 2元  | 公交二公司 |      |
|      | 753  | 天职师大公交站 | ⇆    | 东第万科广场公交站 | 2元  | 公交二公司 |      |

| 编号 | 编号 | 线路           | 线路 | 线路               | 收费 | 运营商     | 备注 |
| ---- | ---- | -------------- | ---- | ------------------ | ---- | ---------- | ---- |
|      | 336  | 渌水道公交站   | ⇆    | 财经大学地铁站     | 2元  | 公交二公司 |      |
|      | 753  | 天职师大公交站 | ⇆    | 东第万科广场公交站 | 2元  | 公交二公司 |      |

## 车站历史
- 现站点附近最初规划有天津地铁6号线的车站[3]，命名为榆林路站[4]。
- 在2019年1月7日天津轨道交通集团公布的《天津地铁6号线工程（梅林路站-咸水沽西站）环境影响报告书（征求意见稿）》中，该站被命名为渌水道站[5][6]，往南孙庄站方向线路与天津地铁6号线贯通运营，往咸水沽西站方向线路远期与天津地铁8号线贯通运营。
- 2020年9月10日，渌水道站至双港站区间右线盾构始发。
- 2020年10月7日，渌水道站至双港站区间左线盾构始发。
- 2020年12月4日，梅林路站至渌水道站区间左线盾构始发。
- 2020年12月16日，长泰河东站至渌水道站区间左线盾构始发[7]，这是天津地铁8号线一期工程首个盾构区间。
- 2020年12月26日，梅林路站至渌水道站区间右线盾构始发，这是6号线二期工程最后一条区间隧道。
- 2021年1月5日，天津地铁6号线二期工程渌水道站至双港站区间右线贯通，成为6号线二期工程正线第17个单线贯通区间，全线第19个单线贯通区间。
- 2021年1月16日，天津地铁6号线项目临时电缆敷设通道顺利贯通[8]。
- 2021年2月2日，天津地铁6号线二期工程梅林路站至渌水道站区间左线盾构接收[9]。
- 2021年2月22日，天津地铁6号线二期工程梅林路站至渌水道站区间右线盾构接收。
- 2021年2月28日，天津地铁6号线二期工程渌水道站至双港站区间左线盾构顺利接收，这标志着天津地铁6号线二期工程全线隧道贯通[10]。
- 2021年4月18日，渌水道站主体结构完工，天津地铁6号线二期工程全线车站主体结构完工。
- 2021年4月22日，天津地铁8号线一期工程长泰河东站至渌水道站区间左线贯通，这是8号线一期工程首个贯通的盾构区间[11]。
- 2021年12月28日，本站启用。
- 2022年4月15日，渌水道站智慧车站示范项目通过专家验收[12]。